# Erich Lewinski
Erich Lewinski (* 1. Januar 1899 in Goldap/Ostpreußen; † 16. Februar 1956) war ein deutscher Anwalt, Sozialist, Präsident des Landgerichts in Kassel und Vizepräsident des Staatsgerichtshofs des Landes Hessen.

## Leben

### Ausbildung und Erster Weltkrieg
Lewinski stammte aus einer jüdischen Arzt- und Kaufmannsfamilie und studierte Rechts- und Sozialwissenschaften in Königsberg und Breslau. Er promovierte mit dem Thema „Beiträge zum Recht der Hypothekenübertragung“. Von 1917 bis 1919 war er Soldat des Heeres und Teilnehmer am Ersten Weltkrieg. Nach dem Krieg war er von 1920 bis 1923 Referendar in Königsberg und legte dort die beiden Staatsexamina ab.

### Juristischer und politischer Werdegang
Von 1923 bis 1933 war er als Rechtsanwalt in Kassel niedergelassen. Politisch aktiv wurde er als Mitglied des Internationalen Sozialistischen Kampfbundes (ISK) und der Sozialdemokratischen Partei Deutschlands (SPD).

### Exil in Schweiz, Frankreich, Spanien, Portugal und USA
Nach der Machtergreifung 1933 emigrierte Lewinski gemeinsam mit seiner Ehefrau Hertha, geb. Voremberg, in die Schweiz und nach Frankreich, um der Verhaftung durch die Nationalsozialisten zu entgehen, nachdem er sich bei der Verteidigung politisch Verfolgter mit Roland Freisler auseinandergesetzt hatte. In Paris betrieb er mit Unterstützung von unter anderem seiner Frau das „Restaurant Végétarien des Boulevards (d’aprés Bircher-Benner) 28 Boulevard Poissonniére“, welches zum Treffpunkt vieler Emigranten wurde und nach kurzer Zeit täglich 500 Gäste bediente und zwanzig Serviererinnen und Küchenhilfen Arbeit bot. Das erwirtschaftete Geld diente den Emigrantinnen als Lebensunterhalt und zur Finanzierung der politischen Arbeit im Exil. Als Mitarbeiterinnen waren hier auch Gretel Ebeling und Marta Rodenstein beschäftigt.
Lewinskis Schwester Eva Lewinski (1910–1991, spätere verheiratete Pfister), Mitglied des ISK, lebte von 1933 bis 1940 im Exil in Frankreich und ab 1940 in den USA, von wo sie nicht nach Deutschland zurückkehrte. Während ihres Exils in Frankreich leitete sie in den Jahren 1938/39 den Pariser ISK-Ortsverein.
1940–1941 gehörte Lewinski zum Emergency Rescue Committee in Südfrankreich. In Marseille koordinierte er Rettungsaktionen für bedrohte SPD-Funktionäre zusammen mit Fritz Heine. 1941 gelang ihm über Spanien und Portugal die Flucht in die USA, dort war er unter anderem Büroangestellter und Mitglied im geschäftsführenden Vorstand des „German-American Council for the Liberation of Germany from Nazism“.

### Richter im Nachkriegsdeutschland
1947 kehrte Lewinski nach Kassel zurück und wurde dort Landgerichtsdirektor. Seit 1. September 1949 war er Präsident des Landgerichts Kassel. Dabei trat er für eine umfassende Reform des deutschen Justizwesens und eine demokratische Erneuerung ein.
Von 1948 bis zu seinem Ruhestand im November 1955 war Lewinski richterliches Mitglied am Staatsgerichtshof des Landes Hessen der ersten Stunde. Von 1952 bis 1955 war er dessen Vizepräsident.
Er engagierte sich auch kulturpolitisch und wurde Mitglied des Clubs 53 der Kasseler Documenta.